# 前场镇
前场镇，是中华人民共和国云南省楚雄彝族自治州姚安县下辖的一个乡镇级行政单位。

## 行政区划
前场镇下辖以下地区：
新街村、庄科村、石河村、王朝村、新村、小河村、稗子田村、木署村和新民村。